# Zdzisław Chłapowski
Zdzisław Chłapowski h. Dryja (ur. 8 grudnia 1892 w Goździchowie, pow. śmigielski, zm. 24 września 1920 pod Międzyrzecem Podlaskim) – podporucznik kawalerii Wojska Polskiego.

## Życiorys
Urodził się w ziemiańskiej rodzinie Dezyderego Andrzeja h. Dryja (1855–1925) i Teresy z Dembińskich h. Nieczuja (1865–1941). Brat Stanisława Ludwika (1888–1930), Juliusza Mariana (1890–1920) i Kazimierza Rafała (1896–1976).
Ukończył gimnazjum Bergera w Poznaniu i uzyskał świadectwo dojrzałości. Student Uniwersytetu Jagiellońskiego. Po wybuchu I wojny światowej zmobilizowany do armii niemieckiej. W 1914 w bitwie pod Częstochową został ranny i wzięty do niewoli rosyjskiej, trafił do obozu pod Wiatką. Dzięki zabiegom rodziny w 1918 został uwolniony. Od listopada 1918 w stopniu plutonowego był dowódcą Straży Ludowej w Mosinie, w powiecie śmigielskim. W styczniu 1919 walczył pod Lesznem w szeregach baonu śremskiego. Od lutego 1919 walczył w 15 Pułku Ułanów Poznańskich. 28 lipca 1919 został mianowany podporucznikiem. W kontrofensywie po zwycięskiej bitwie pod Warszawą, zginął 24 września 1920 w wyniku rany odniesionej w bitwie pod Międzyrzecem Podlaskim, gdzie walczył na czele plutonu spieszonych ułanów. Pochowany w grobowcu rodzinnym na cmentarzu parafialnym przy kościele w Rąbiniu (sektor 1-1-10).
21 grudnia 1920 został pośmiertnie zatwierdzony z dniem 1 kwietnia 1920 w stopniu porucznika, w kawalerii, w grupie oficerów byłej armii niemieckiej.

## Ordery i odznaczenia
- Krzyż Srebrny Orderu Virtuti Militari (pośmiertnie)[7]
- Krzyż Walecznych (dwukrotnie)[8]